# حسن اقارب‌پرست
حسن اقارب‌پرست (زاده ۲۸ اردیبهشت ۱۳۲۵ در اصفهان – درگذشته ۲۵ مهر ۱۳۶۳ در جزیره مجنون) سرهنگ زرهی نیروی زمینی ارتش جمهوری اسلامی ایران و از فرماندهان لشکر ۹۲ زرهی اهواز در آغاز تا اواسط جنگ ایران و عراق بود.
اقارب پرست در سال ۱۳۶۳، هنگام بازدید از جزیره مجنون، بر اثر اصابت ترکش خمپاره به شدت مجروح شد و در ۲۵ مهرماه ۱۳۶۳ درگذشت.

## زندگی‌نامه
حسن اقارب‌پرست، ۲۸ اردیبهشت ۱۳۲۵ در اصفهان زاده شد. او در سال ۱۳۴۳ و پس از پایان یافتن تحصیلات متوسطه، وارد دانشکده افسری ارتش شد. در دانشکده با سید موسی نامجو و یوسف کلاهدوز آشنا شد. به پیشنهاد سیدموسی نامجو که در آن زمان در دانشکده افسری استاد نقشه‌برداری بود، همراه با یوسف کلاهدوز به عضویت یک سازمان مخفی نظامی درآمدند و آموزش‌های لازم را در درون تشکیلات دیدند.
در سال ۱۳۵۲، برای آموختن دوره تانک «چیفتن» به کشور انگلستان اعزام شد و دو سال بعد به آمریکا رفت و دوره جنگ‌های شیمیایی را نیز در آنجا گذراند که در بازگشت «بخش جنگ شیمیایی - میکروبی (ش- م- ر)» را در مرکز زرهی شیراز پایه‌گذاری کرد.

## فعالیت های سیاسی
او در سال‌های دهه ۵۰ با همراهی دوستانش، در مخالفت با حکومت پهلوی فعال بود و با پخش اعلامیه‌ و نوارهای سخنرانی روح الله خمینی در داخل پادگان و به شکل پنهانی مبارزه می‌کرد. اقارب‌پرست در بهمن ماه ۵۷، در ستاد استقبال از امام خمینی، و سپس در کمیته انقلاب در ستاد مشترک ارتش حضور داشته‌است. 

## جنگ ایران و عراق
با آغاز جنگ ایران و عراق، اقارب پرست به منظور دفاع به خرمشهر رفت و پس از سقوط آنجا، به آبادان اعزام شد و تشکیل ستاد مقاومت داد. او با کمک نیروهای ارتش، سپاه و نیروهای مردمی محلی، از ورود نیروهای عراقی به شهر جلوگیری کردند. اقارب پرست در عملیات فتح المبین نیز شرکت داشت و معاون فرمانده لشکر ۹۲ زرهی اهواز بود. 

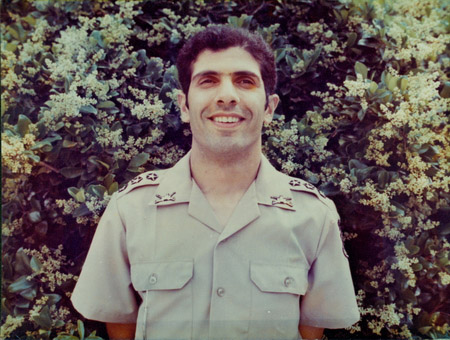
حسن اقارب‌پرست در لباس نظامی نیروی زمینی ارتش با درجه سرهنگ دومی

## درگذشت
اقارب پرست در ۲۵ مهر ماه ۱۳۶۳ به هنگام بازدید از جزیره مجنون، بر اثر اصابت گلوله مستقیم خمپاره زخمی و بعد کشته شد. آرامگاه او در قطعه ۲۴ بهشت زهرا قرار دارد.
 

در اسفند ۱۳۹۹ به جهت قدردانی از او، نشان فداکاری از نشان‌های ارتش، توسط فرمانده کل ارتش به خانواده‌اش داده شد.

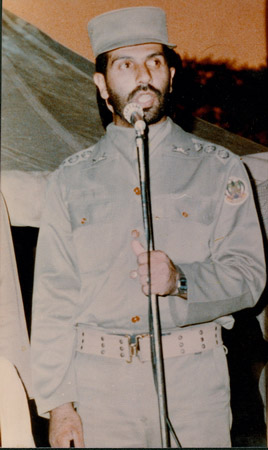
حسن اقارب‌پرست، معاون فرمانده لشکر ۹۲ زرهی اهواز با درجه سرهنگی

## یادبودها
یکی از بزرگراه های مهم اصفهان، به نام حسن اقارب‌پرست نامگذاری شده‌است.همچنین مدرسه‌ای در استان کرمان حد فاصل شهرستان زرند و شهرستان بافق (از استان یزد) به نام حسن اقارب‌پرست نامگذاری شده‌است

## حسن اقارب‌پرست در رسانه‌ها
رهبر جمهوری اسلامی ایران در سخنرانی نماز جمعه ۲۲ فروردین ۱۳۸۲ از خدمات حسن اقارب‌پرست در خرمشهر صحبت کرد.